# فانانو
فانانو (به ایتالیایی: Fanano) یک منطقهٔ مسکونی در ایتالیا است که در استان مودنا واقع شده‌است.

## خصوصیات
فانانو ۸۹٫۸ کیلومترمربع ، مساحت و ۳٬۰۹۴ نفر جمعیت دارد و ۶۴۰ متر بالاتر از سطح دریا واقع شده‌است.

## خواهرخوانده
شهر فربنکس خواهرخواندهٔ فانانو هست.